# Cataract (Band)
Cataract war eine Schweizer Thrash-Metal-Band.

## Geschichte
Cataract wurden im Sommer 1998 gegründet. Ursprünglich sollte die Band nur ein Projekt von Mitgliedern der Bands Mine, Damage I. D. und Cease sein. Noch im Gründungsjahr nahm die Band ein selbstbetiteltes Demo auf. Dieses Demo verkaufte sich über 2.000 Mal und Cataract wurden sowohl in der Metal- als auch in der Hardcore-Szene bekannt.
Nach einer 7″-EP und einigen Samplerbeiträgen veröffentlichte die Band im April 2000 ihr Debütalbum Golem. Nach den Aufnahmen suchte man eine Plattenfirma und wurde schließlich mit der US-amerikanischen Firma Ferret Music fündig. Die Vinyl-Ausgabe des Albums wurde bei der deutschen Firma Lifeforce Records veröffentlicht.
Anfang 2001 wurde der Sänger Christian „Mosh“ Ebert durch Federico Carminitana ersetzt. Von nun an probte die Band häufiger und regelmäßiger. Carminitana ist erstmals auf der kurze Zeit später erschienenen EP Martyr’s Melodies zu hören. Im Sommer 2001 tourten Cataract erstmals durch die USA und gaben Konzerte mit Bands wie Unearth, Poison the Well und Most Precious Blood. Anfang 2002 gingen Cataract auf ihre erste Headlinertour durch Mittel- und Osteuropa.
Nach der Tour nahm die Band ihr zweites Album The Great Days of Vengeance auf, das im März 2003 via Lifeforce Records veröffentlicht wurde. Wieder spielten Cataract viele Konzerte in Europa und beendeten das Jahr mit einer Tour durch Grossbritannien als Support von Stampin’ Ground.
Im März 2004 besuchten Cataract das Antfarm Studio in Dänemark, um unter der Regie von Tue Madsen ihr drittes Album With Triumph Comes Loss einzuspielen. Schon kurz nach dem Beginn der Aufnahmen unterzeichnete die Band einen Vertrag mit Metal Blade Records, die das Album im September 2004 veröffentlichten. With Triumph Comes Loss erhielt seitens der Musikpresse gute Kritiken und Cataract schafften den Durchbruch in der Szene. Im Dezember 2004 ging die Band als Teil der No Mercy Tour (neben Six Feet Under und Nile) auf ihre erste große Tour. Es folgten zahlreiche Auftritte im Jahr 2005, unter anderem am Wacken Open Air, am Dour Festival und am With Full Force Open Air, sowie eine Europa-Mini-Tour mit Amon Amarth.
Anfang 2006 nahm die Band das vierte Album Kingdom auf, das im Mai 2006 in die Läden kam. Kurz nach dem Release dieser Platte gab es den zweiten Besetzungswechsel. Bassist Michael Henggeler wurde durch Kay Brem ersetzt. Mit Kingdom konnten Cataract ihre Position als eine der erfolgreichsten europäischen Metalcorebands behaupten. Neben verschiedenen Festivalauftritten war die Hell on Earth Tour mit Heaven Shall Burn, Maroon und God Forbid ein Höhepunkt des Jahres.
Aber auch 2007 sollte nicht ohne Besetzungswechsel vonstattengehen: Im Januar verließ Simon Füllemann die Band, seinen Platz übernahm Tom Kuzmic von Disparaged. Kay Brem wurde durch Nico Schläpfer ersetzt. Mit diesem neuen Line Up wurde im März 2008 das nächste, selbstbetitelte Album veröffentlicht. Daraufhin nahm die Band erneut an der Hell on Earth Tour teil.
Im Jahr 2010 erfolgte die Veröffentlichung des Albums Killing the Eternal.
Im Frühjahr 2013 gab die Band ihre Auflösung wegen „anderer Prioritäten“ und kreativem Stillstand bekannt.
Im August 2016 kündigten Cataract ein Abschiedskonzert an, welches am 18. März 2017 im KiFF in Aarau (Schweiz) anlässlich des zehnjährigen Bestehens der Veranstaltungsreihe Metalmayhem stattfand.

## Diskografie

### Alben
- 2000: Golem (Ferret Music)
- 2003: The Great Days of Vengeance (Lifeforce Records, Metal Blade Records)
- 2004: With Triumph Comes Loss (Metal Blade Records)
- 2006: Kingdom (Metal Blade Records)
- 2008: Cataract (Metal Blade Records)
- 2010: Killing the Eternal (Metal Blade Records)

### Sonstiges
- 1998: Cataract (Demo)
- 1999: War Anthems (7")
- 2001: Martyr’s Melodies (Mini-CD / 7")